# دیرکس‌هورن
دیرکس‌هورن (به هلندی: Dirkshorn) یک منطقهٔ مسکونی در هلند است که در اسخاخن واقع شده‌است. دیرکس‌هورن ۱٬۶۰۰ نفر جمعیت دارد.